# Servicio Nacional de Productos Agrarios
El Servicio Nacional de Productos Agrarios (SENPA) fue un organismo español, con origen en el Decreto-ley 17/1971, que surge como organismo dependiente del Ministerio de Agricultura. Vino a suceder al Servicio Nacional de Cereales (SNC), sucesor a su vez del Servicio Nacional del Trigo.
El SENPA tenía como fin principal ordenar la producción y distribución de los productos agrarios y sus derivados. También regulaba los precios de estos productos. Así mismo, el organismo promovió la construcción de unidades de almacenamiento para la Red Nacional de Silos y Graneros. El  SENPA acabaría integrándose en 1995 en el Fondo Español de Garantía Agraria.

## Historia
El organismo fue establecido en 1971 a partir del Servicio Nacional de Cereales, heredero a su vez del Servicio Nacional del Trigo. Su creación se produjo durante la etapa de Tomás Allende y García-Baxter como ministro de Agricultura, en un contexto en que la economía española había sufrido una notable transformación respecto al período de la posguerra. Heredó las funciones de su organismo predecesor de  coordinar todas las medidas de intervención en el sector agrario. Así mismo, también estuvo a cargo de promover la construcción de silos. Durante esos años se procedió a la construcción de numerosas unidades del tipo denominado «Macro Silo», de gran tamaño. A comienzos de la década de 1980 las instalaciones de la Red Nacional de Silo y Graneros tenían una capacidad de almacenamiento de 2,6 millones de toneladas.

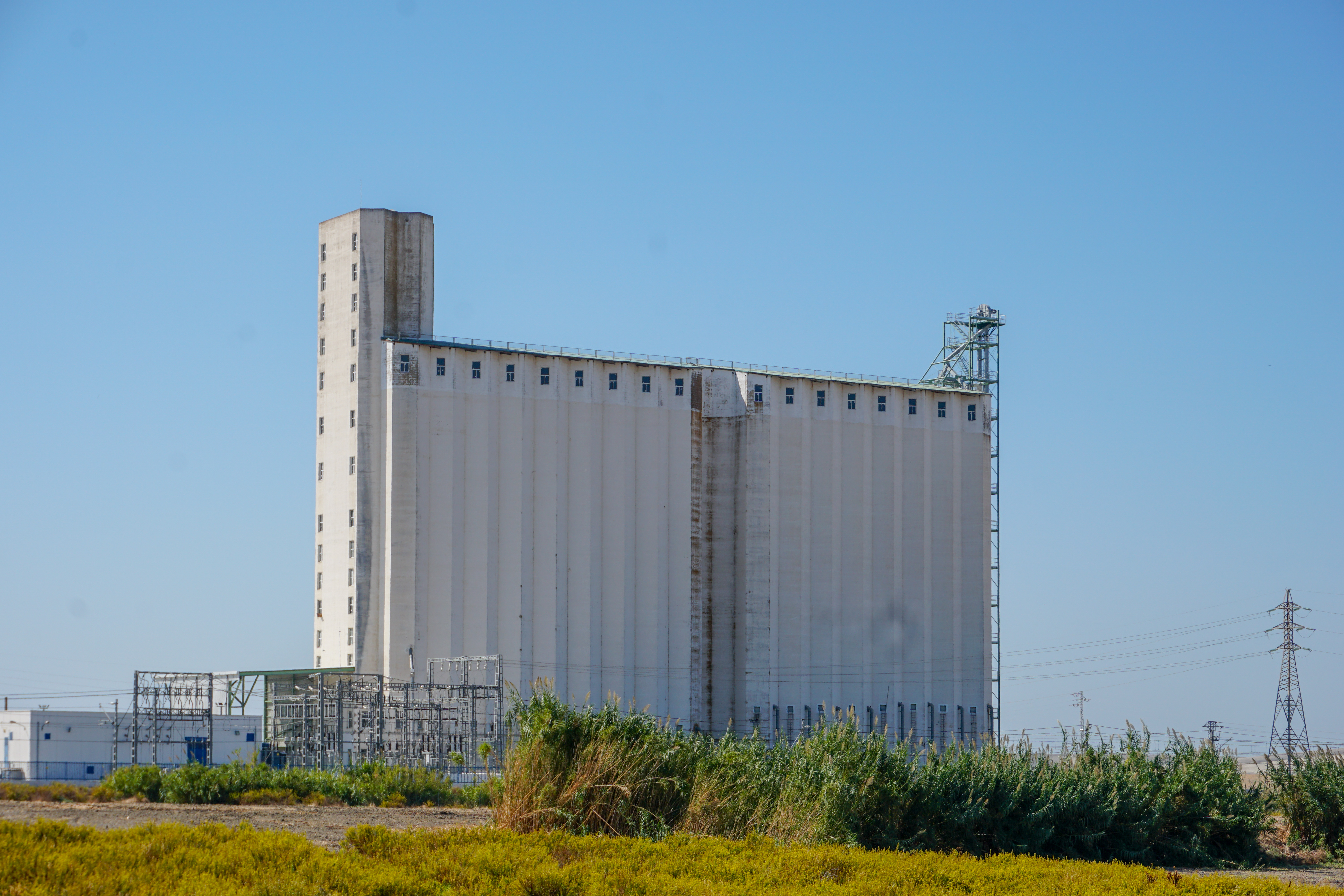
Silo de El Cuervo, ejemplo de los «Macro Silos» cuya construcción promovió el SENPA.

En 1984 se reestableció por ley la libertad de mercado en el sector triguero, lo que supuso derogar el decreto-ley de 23 de agosto de 1937 que había estado vigente hasta entonces. Este medida se enmarcaba en el contexto de los preparativos para el acceso de España al mercado común europeo. Ello supuso un cambio considerable en el funcionamiento del SENPA, ya que a partir de entonces operó sobre un sector liberalizado. El SENPA pasó a desempeñar un papel marginal, estando a cargo de adquirir el trigo que los agricultores no pudiesen vender y del mantenimiento de las reservas de seguridad que fijase el Gobierno.
El proceso de transferencias a las comunidades autónomas en materia de agricultura tuvo una notable incidencia en las funciones que a los organismos autónomos Fondo de Ordenación y Regulación de Producciones y Precios Agrarios (FORPPA) y Servicio Nacional de Productos Agrarios les habían sido atribuidas desde su creación. Por otra parte, se hizo necesario encomendar a un Organismo la realización de las funciones de coordinación de pagos previstas dentro del ordenamiento jurídico de la Comunidad Económica Europea.
Ambas circunstancias aconsejaron la refundición de los dos organismos en un organismo autónomo de carácter comercial y financiero y, a tal efecto, por Real Decreto 2205/1995, de 28 de diciembre, se refundieron ambos organismos (FORPPA y SENPA), creándose un nuevo organismo autónomo denominado Fondo Español de Garantía Agraria (FEGA). Este asumiría las funciones que, en relación con el Fondo Europeo de Orientación y Garantía Agraria (FEOGA), venían realizando los dos organismos refundidos.